# Kevin Dockery
Kevin Dockery é um jogador profissional de futebol americano estadunidense que foi campeão da temporada de 2007 da National Football League jogando pelo New York Giants.